# Kratos XQ-58 Valkyrie
Il Kratos XQ-58 Valkyrie è un velivolo a pilotaggio remoto (Unmanned Aerial Vehicle, UAV) statunitense attualmente in fase di sviluppo da parte della Kratos Unmanned Aerial Systems, destinato al ruolo di ricognizione aerea e combattimento.

## Storia del progetto
Alla metà degli anni dieci del XXI secolo, l'United States Air Force emise un requisito per l'adozione di droni da attacco stealth di produzione economica, al fine di non gravare troppo sul bilancio militare in caso di fallimento del programma. Nel luglio 2016 venne ufficialmente lanciato il programma Low-Cost Attritable Strike Unmanned Aerial System Demonstration (LCASD) per determinare effettivamente quali sarebbero le esigenze, le capacità operative e il costo di tale prodotto.
Tale programma rientrava nel più ampio LCAAT (Low-Cost Attritable Aircraft Technology) dell'Air Force Research Laboratory, e lo UAV doveva poter essere usato a fianco di aerei da combattimento pilotati del tipo F-15EX o F-35, ma anche essere schierato come uno sciame di droni accompagnati o meno da un aereo pilotato. Lo UAV doveva trasportare armi aria-superficie, ma anche attrezzature per effettuare missioni ISR (Intelligence, Surveillance e Reconnaissance). Tale sistema sarebbe stato particolarmente utile nel corso di una guerra simmetrica tra due nazioni rivali, concetto coerente con la crescente intenzione del Pentagono di competere con Cina e Russia per la supremazia militare.
La Kratos Defense & Security Solutions presentò il progetto XQ-222 che fu selezionato per lo sviluppo. Tale dispositivo era offerto a un prezzo unitario di 3 milioni di dollari, prezzo che scendeva a 2 per la produzione di oltre 100 esemplari.
Nel maggio 2017 l'XQ-222 venne ufficialmente battezzato "Valkyrie", e nel mese successivo fu poi presentato al Salone internazionale dell'aeronautica e dello spazio di Parigi-Le Bourget.

## Descrizione tecnica
La sua configurazione è relativamente convenzionale, con una fusoliera dotata di corte ali a freccia in posizione centrale, e di due impennaggi di coda a "V". La presa d'aria per il propulsore è situata sulla parte superiore della fusoliera, ed alimenta il motore a reazione posto nella parte posteriore attraverso un tubo a "S", al fine di impedire che le pale del reattore siano visibili alle onde radar. Due stive ventrali consentono il trasporto del carico offensivo, ma secondo alcune fonti, sotto le ali sono installati anche due punti di attacco esterni. Privo del carrello d'atterraggio, il Valkyrie decolla da una catapulta o da una piattaforma di lancio tramite razzi ausiliari, e al termine della missione atterra dopo il dispiegamento di un paracadute di recupero.
La formazione tipo dovrebbe essere costituita da tre droni XQ-58a posizionati davanti a un cacciabombardiere guida F-15EX o F-35 Block 4. L’XQ-58 può anche volare in modalità semi-autonoma seguendo una rotta impostata, o diventare completamente autonomo.

## Impiego operativo
Nel gennaio 2019 il nuovo prodotto venne ufficialmente rinominato XQ-58A Valkyrie, e il primo esemplare andò in volo per la prima volta il 5 marzo successivo, dal poligono di Yuma Proving Ground, in Arizona, per 76 minuti. Durante questa prima fase di test, sono stati previsti cinque voli di prova, da compiersi in due fasi, al fine di valutare la funzionalità del sistema, le prestazioni aerodinamiche e i sistemi di lancio e recupero. Il 24 gennaio 2020 è avvenuto il quarto volo, con il prototipo che ha raggiunto una grande altitudine per poi atterrare regolarmente nel deserto. Al termine del programma è stato emesso un ordine per la produzione di 12 esemplari di preserie, da consegnarsi nel 2021.

## Utilizzatori
Stati Uniti
- United States Air Force